# Günter Strack
Günter Strack (Darmstadt, 4 giugno 1929 – Münchsteinach, 18 gennaio 1999) è stato un attore tedesco, dal 1981 al 1988 interpretò il ruolo dell'avvocato Dieter Renz nella prima serie del telefilm poliziesco Un caso per due.

## Biografia

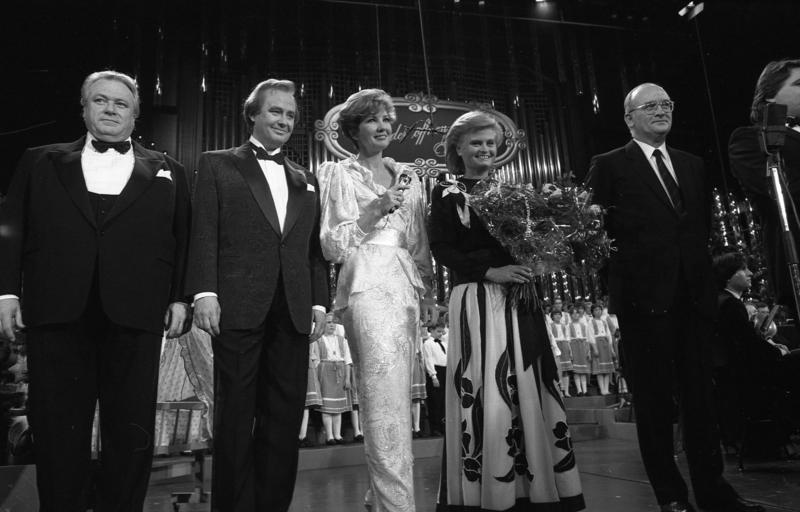
A sinistra Günter Strack nel 1986 con René Kollo, Carolin Reiber, Hannelore Kohl e Wolfram Brück

Dopo la scuola d'obbligo, Strack frequenta a Stoccarda la Staatlichen Hochschule für Musik und Darstellende Künste con Paul Riedy e Lilly Ackermann. Nel 1949 debutta come Ferdinand nell'opera di Friedrich Schiller Kabale und Liebe al Theater Oberhausen, seguiranno ingaggi in teatri di Darmstadt, Wiesbaden, Norimberga e Hannover.
Ha recitato in oltre 400 ruoli in teatro, cinema e televisione. La partecipazione più nota nel cinema risale all'opera del regista britannico Alfred Hitchcock nel film Il sipario strappato. Grande popolarità la raggiunse nella serie televisiva Un caso per due, La famiglia Drombusch, Al di qua del paradiso e Der König. Anche per la serie Hessische Geschichten è noto.
Fu attivo anche come doppiatore, dando la voce a Edward G. Robinson (Der kleine Cäsar), Spencer Tracy (Das siebte Kreuz 1944) e Orson Welles (Reise der Verdammten). Doppiò in Cannon, Nero Wolfe e in Professione pericolo (serie televisiva) William Conrad, in Asterix Operation Hinkelstein Obelix.
Nel 1989 Strack fece la pubblicità del Malteserkreuz Aquavit con lo slogan „Man gönnt sich ja sonst nichts“, una ironica frase di gioia di vivere. Günter Strack fu viticoltore amatoriale, nel luogo di origine della madre a Wasserlos, e a Iphofen.
Il 28 giugno 1996 Strack ebbe un ictus cerebrale, e poi una infezione di enterococchi. Dopo la guarigione recitò nel film Dr. med. Mord, ultimo della serie Der König. La sera del 18 gennaio 1999 morì a 69 anni di età per uno scompenso cardiaco. Due giorni prima fu in pubblico al Deutscher Filmball per l'ultima volta. La tomba la si trova nel cimitero di Münchsteinach.
Strack fu dal 1958 alla morte sposato con Lore Hennig (1936–2014), figlia di Arno Hennig, ebbero un figlio, Michael (* 1956). In famiglia visse anche la figlia della moglie Susanne Dorothea Titze (* 1959).

## Filmografia parziale
- Das Wunder des Malachias, regia di Bernhard Wicki (1961)
- Il sipario strappato (Torn Curtain), regia di Alfred Hitchcock (1966)
- Il caso difficile del commissario Maigret (Maigret und sein grösster Fall), regia di Alfred Weidenmann (1966)
- Dossier Odessa (The Odessa File), regia di Ronald Neame (1974)
- L'alibi di cristallo (Die gläserne Zelle), regia di Hans W. Geißendörfer (1978)
- Un caso per due (Ein Fall für zwei) - serie TV, 60 episodi (1981-1988)
- La famiglia Drombusch (Diese Drombuschs) – serie TV, 33 episodi (1985-1994)
- Al di qua del paradiso (Mit Leib und Seele) – serie TV, 51 episodi (1989-1993)